# Bachmutka
Bachmutka (ukrajinsky Бахму́тка) je 91 km dlouhý pravostranný přítok Severního Doňce na severovýchodě ukrajinské Doněcké oblasti. Povodí Bachmutky má rozlohu 1680 km².

## Průběh toku
Bachmutka vzniká na severním okraji Horlivky v nadmořské výšce 259 metrů. Bachmutka teče převážně severním směrem severovýchodní částí Doněcké oblasti. Na středním toku na 58. říčním kilometru protéká městem Bachmut. Asi 5 kilometrů nad ústím se na toku řeky nachází městečko Siversk. Bachmutka se vlévá do východně tekoucího Severního Doňce v nadmořské výšce 56 metrů. 

## Historie
V průběhu války na Ukrajině v roce 2022 tvořil tok řeky na dlouhých úsecích frontovou linii.

## Galerie

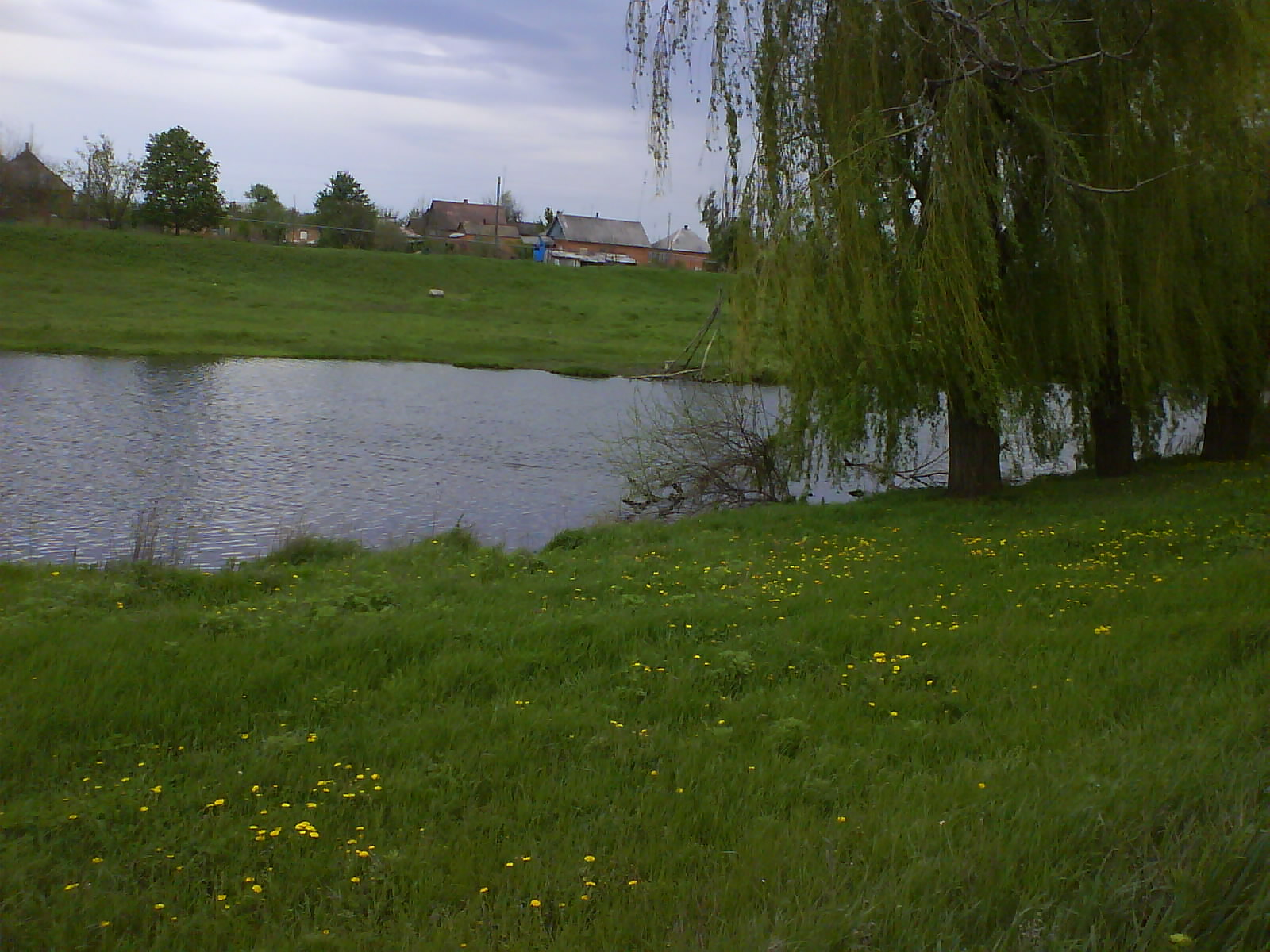
Bachmutka u Siversku
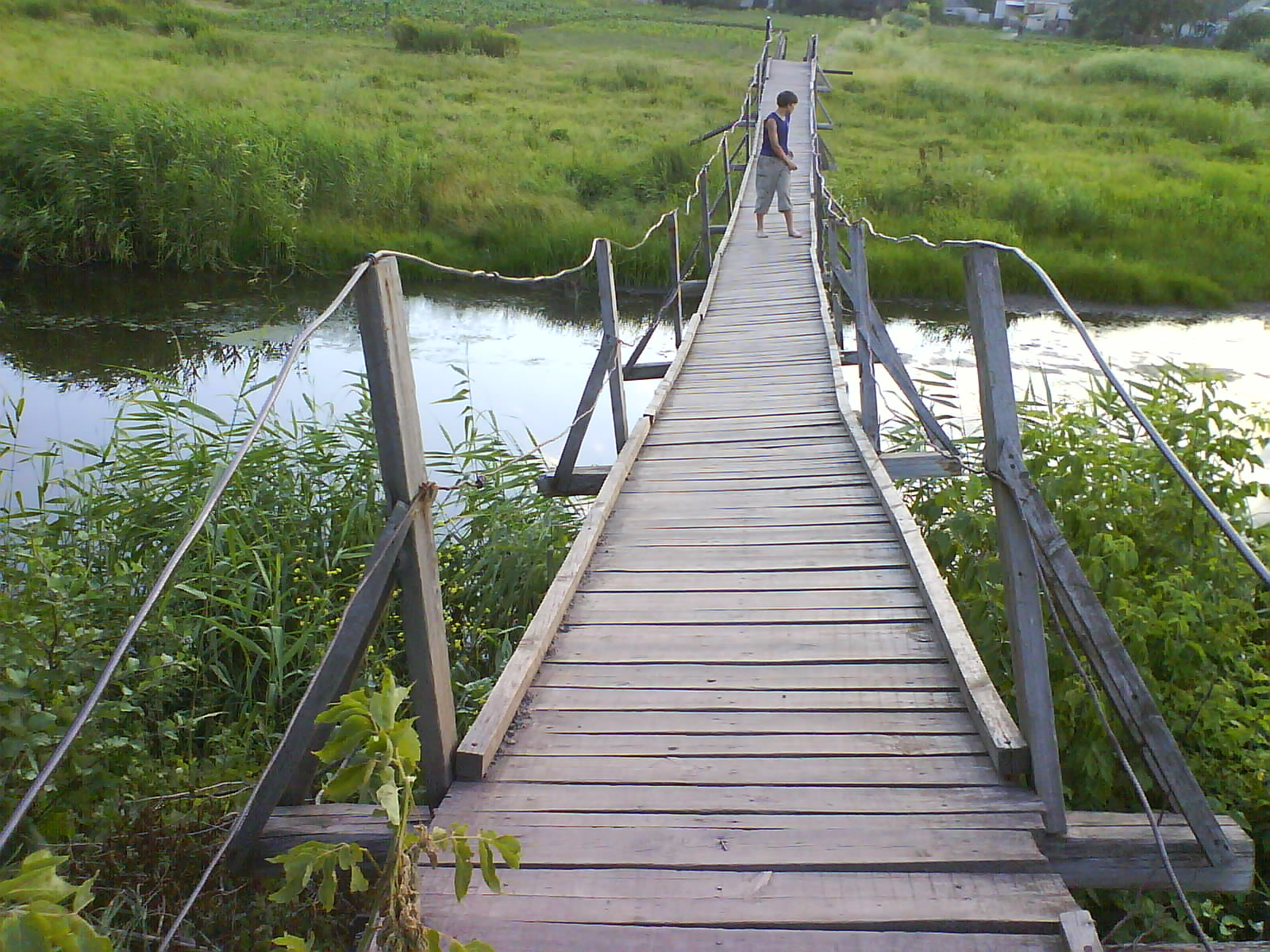
Lávka pro pěší přes Bachmutku u Siversku